# Germán Sánchez (kierowca wyścigowy)
Germán Sánchez (ur. 4 lipca 1989 roku w Alicante) – hiszpański kierowca wyścigowy.

## Kariera
Sánchez rozpoczął karierę w wyścigach samochodowych w 2006 roku od startów w Hiszpańskiej Formule 3. Z dorobkiem 17 punktów uplasował się tam na trzynastej pozycji w klasyfikacji generalnej. Za to w Copa de España F300 zdobył mistrzowski tytuł. W późniejszych latach pojawiał się także w stawce Formuły 2. Startował tam w 2009 roku, jednak nigdy nie zdobywał punktów.

## Statystyki
| Sezon | Seria                               | Zespół                    | Wyścigi | Zwycięstwa | PP | NO | Podium | Punkty | Pozycja |
| ----- | ----------------------------------- | ------------------------- | ------- | ---------- | -- | -- | ------ | ------ | ------- |
| 2006  | Hiszpańska Formuła 3                | Escuela Profiltek-Circuit | 15      | 0          | 0  | 0  | 0      | 17     | 13      |
| 2006  | Hiszpańska Formuła 3 Copa de España | Escuela Profiltek-Circuit | 15      | 7          | 3  | ?  | 10     | 107    | 1       |
| 2007  | Hiszpańska Formuła 3                | Campos Racing             | 16      | 2          | 2  | 2  | 4      | 76     | 4       |
| 2008  | Hiszpańska Formuła 3                | Campos Racing             | 17      | 4          | 1  | 4  | 5      | 88     | 1       |
| 2009  | Formuła 2                           | MotorSport Vision         | 14      | 0          | 0  | 0  | 0      | 2      | 24      |